# 2019-es novemberi spanyolországi általános választás
A 2019-es novemberi spanyolországi általános választást 2019. november 10-én, vasárnap tartották. Az előrehozott választásra azért került sor, mivel VI. Fülöp spanyol király nem kérte fel kormányalakításra Pedro Sánchez ügyvezető miniszterelnököt, az áprilisi választásokon győztes Spanyol Szocialista Munkáspárt (PSOE) főtitkárát, de más jelöltet sem.
A választási részvétel az 1975-ös demokráciára való áttérés óta soha nem látott szintre süllyedt: a szavazásra jogosultak csupán 66,2%-a járult az urnákhoz, amellyel így megdőlt a 2016-os előrehozott általános választáson felállított negatív rekord (66,5%). A választás a jobboldal megerősödését hozta, ugyanis mind a jobbközép Néppárt (PP), mind a nacionalista, jobboldali populista VOX jelentősen növelni tudta képviselőinek számít, ugyanakkor a centrista Polgárok (Cs) történelmi vereséget szenvedett azt követően, hogy az áprilisi választáson a párt addigi legjobb eredményét érte el. A Spanyol Szocialista Munkáspárt (PSOE) és az Unidas Podemos támogatottsága a korábbiakhoz képest enyhén csökkent. A két baloldali párt a választást követően az esetleges együttműködésről is tárgyalt, amely végül sikeresen zárult, és megalakították a második spanyol köztársaság első kormánykoalícióját.
Az új kormányt hivatalosan 2020. január 13-án nevezték ki, amelynek hivatali idejét gyorsan beárnyékolta a koronavírus-járvány márciusi kitörése, annak politikai következményei, illetve a gazdaságban bekövetkező recesszió.

## Választási eredmények

### Képviselőház
|                                         |                                                                 |                  |                      |                  |                          |                          |
| Pártok és koalíciók                     | Pártok és koalíciók                                             | Szavazatok száma | Szavazatok száma     | Szavazatok száma | Elnyert mandátumok száma | Elnyert mandátumok száma |
| Pártok és koalíciók                     | Pártok és koalíciók                                             | Szavazatok száma | Szavazatok száma (%) | +/− (%)          | Összesen                 | +/−                      |
|                                         | Spanyol Szocialista Munkáspárt (PSOE)                           | 6 792 199        | 28.00                | -0,67            | 120                      | -3                       |
|                                         | Néppárt (PP)                                                    | 5 047 040        | 20,81                | +4,12            | 89                       | +23                      |
|                                         | VOX                                                             | 3 656 979        | 15,08                | +4,82            | 52                       | +28                      |
|                                         | Unidas Podemos                                                  | 3 119 364        | 12,86                | -1,46            | 35                       | -7                       |
|                                         | Polgárok – A Polgárság Pártja (Cs)                              | 1 650 318        | 6,80                 | -9,06            | 10                       | -47                      |
|                                         | Katalán Republikánus Baloldal-Szuverénisták (ERC–Sobiranistes)  | 880 734          | 3.63                 | -0,28            | 13                       | -2                       |
|                                         | Más País                                                        | 582 306          | 2,40                 | Új               | 3                        | +2                       |
|                                         | Együtt Katalóniáért (JxCat–Junts)                               | 530 225          | 2,19                 | +0,28            | 8                        | +1                       |
|                                         | Baszk Nacionalista Párt (EAJ/PNV)                               | 379 002          | 1.56                 | +0,05            | 6                        | ±0                       |
|                                         | Baszkföldi Egységpárt (EH Bildu)                                | 277 621          | 1,14                 | +0,15            | 5                        | +1                       |
|                                         | Népi Egység Jelöltsége–A szakadásért (CUP–PR)                   | 246 971          | 1.02                 | Új               | 2                        | +2                       |
|                                         | Állatvédelmi Párt (PACMA)                                       | 228 856          | 0,94                 | -0,31            | 0                        | ±0                       |
|                                         | Kanári-szigeteki Koalíció–Kanári Nacionalista Párt (CCa–PNC–NC) | 124 289          | 0.51                 | -0,15            | 2                        | ±0                       |
|                                         | Galíciai Nacionalista Blokk (BNG)                               | 120 456          | 0.51                 | +0.14            | 1                        | +1                       |
|                                         | Egész Navarra (NA+)                                             | 99 078           | 0.41                 | ±0               | 2                        | ±0                       |
|                                         | Kantábriai Regionális Párt (PRC)                                | 68,830           | 0.28                 | +0.08            | 1                        | ±0                       |
|                                         | Teruel Létezik (¡TE!)                                           | 19 761           | 0.08                 | Új               | 1                        | +1                       |
|                                         | Egyebek                                                         | 44               | 0.00                 | Új               | 0                        | ±0                       |
| Üresen hagyott lapok                    | Üresen hagyott lapok                                            | 217 227          | 0.90                 | +0,14            |                          |                          |
|                                         |                                                                 |                  |                      |                  |                          |                          |
| Összesen                                | Összesen                                                        | 24 258 228       |                      |                  | 350                      | ±0                       |
|                                         |                                                                 |                  |                      |                  |                          |                          |
| Érvényes szavazatok                     | Érvényes szavazatok                                             | 24 258 228       | 98.98                | +0,03            |                          |                          |
| Érvénytelen szavazatok                  | Érvénytelen szavazatok                                          | 249 487          | 1.02                 | -0,03            |                          |                          |
| Szavazatok száma / részvételi arány (%) | Szavazatok száma / részvételi arány (%)                         | 24 507 715       | 66,23                | -5,53            |                          |                          |
| Távolmaradók száma                      | Távolmaradók száma                                              | 12 493 664       | 33,77                | +5,53            |                          |                          |
| Választásra jogosultak száma            | Választásra jogosultak száma                                    | 37 001 379       |                      |                  |                          |                          |
|                                         |                                                                 |                  |                      |                  |                          |                          |
| Források                                |                                                                 |                  |                      |                  |                          |                          |
|                                         |                                                                 |                  |                      |                  |                          |                          |

### Szenátus
|                                         |                                                                 |                  |                      |                          |                          |  |
| Pártok és koalíciók                     | Pártok és koalíciók                                             | Szavazatok száma | Szavazatok száma     | Elnyert mandátumok száma | Elnyert mandátumok száma |  |
| Pártok és koalíciók                     | Pártok és koalíciók                                             | Szavazatok száma | Szavazatok száma (%) | Összesen                 | +/−                      |  |
|                                         | Spanyol Szocialista Munkáspárt (PSOE)                           | 19 481 846       | 30,62                | 93                       | -30                      |  |
|                                         | Néppárt (PP)                                                    | 17 074 301       | 26,84                | 83                       | +29                      |  |
|                                         | Unidas Podemos                                                  | 7 884 444        | 12,39                | 0                        | ±0                       |  |
|                                         | Polgárok – A Polgárság Pártja (Cs)                              | 4 951 350        | 7,78                 | 0                        | -4                       |  |
|                                         | VOX                                                             | 3 229 631        | 5,08                 | 2                        | +2                       |  |
|                                         | Katalán Republikánus Baloldal-Szuverénisták (ERC–Sobiranistes)  | 3 054 285        | 4,80                 | 11                       | ±0                       |  |
|                                         | Együtt Katalóniáért (JxCat–Junts)                               | 1 689 482        | 2,66                 | 3                        | +1                       |  |
|                                         | Baszk Nacionalista Párt (EAJ/PNV)                               | 1 152 440        | 1.81                 | 9                        | ±0                       |  |
|                                         | Állatvédelmi Párt (PACMA)                                       | 977 844          | 1,54                 | 0                        | ±0                       |  |
|                                         | Más País                                                        | 960 287          | 1,51                 | 0                        | ±0                       |  |
|                                         | Baszkföldi Egységpárt (EH Bildu)                                | 842 993          | 1,33                 | 1                        | ±0                       |  |
|                                         | Galíciai Nacionalista Blokk (BNG)                               | 411 948          | 0.65                 | 0                        | ±0                       |  |
|                                         | Egész Navarra (NA+)                                             | 309 357          | 0.49                 | 3                        | ±0                       |  |
|                                         | Kanári-szigeteki Koalíció–Kanári Nacionalista Párt (CCa–PNC–NC) | 220 299          | 0.35                 | 0                        | ±0                       |  |
|                                         | Kantábriai Regionális Párt (PRC)                                | 176 740          | 0.28                 | 0                        | ±0                       |  |
|                                         | Teruel Létezik (¡TE!)                                           | 57 340           | 0.09                 | 2                        | +2                       |  |
|                                         | Gomera Szocialista Csoport (ASG)                                | 3 628            | 0.01                 | 1                        | ±0                       |  |
|                                         | Egyebek                                                         | 43               | 0.00                 | 0                        | ±0                       |  |
| Üresen hagyott lapok                    | Üresen hagyott lapok                                            | 451 449          | 1,89                 |                          |                          |  |
|                                         |                                                                 |                  |                      |                          |                          |  |
| Összesen                                | Összesen                                                        | 63 619 306       |                      | 208                      | ±0                       |  |
|                                         |                                                                 |                  |                      |                          |                          |  |
| Érvényes szavazatok                     | Érvényes szavazatok                                             | 23 825 576       | 97,90                |                          |                          |  |
| Érvénytelen szavazatok                  | Érvénytelen szavazatok                                          | 561 601          | 2,30                 |                          |                          |  |
| Szavazatok száma / részvételi arány (%) | Szavazatok száma / részvételi arány (%)                         | 24 387 177       | 65,91                |                          |                          |  |
| Távolmaradók száma                      | Távolmaradók száma                                              | 12 614 202       | 34,09                |                          |                          |  |
| Választásra jogosultak száma            | Választásra jogosultak száma                                    | 37 001 379       |                      |                          |                          |  |
| Források                                |                                                                 |                  |                      |                          |                          |  |
|                                         |                                                                 |                  |                      |                          |                          |  |

## A választás következményei
2019. november 11-én, a választások másnapján Albert Rivera lemondott a Polgárok (Cs) éléről, miután a párt elveszítette képviselőházi mandátumainak több mint 80%-át és szenátusi mandátumának egyharmadát (ebből a VOX és a Néppárt profitált a legtöbbet), egyben bejelentette, hogy lemond megválasztott tisztségéről, és azonnali hatállyal visszavonul a politikától. A Néppárt (PP) visszaszerezte a 2019-es áprilisi általános választáson elvesztett képviselőházi mandátumainak körülbelül egyharmadát, illetve szenátusi helyeinek csaknem felét. A jobboldali nacionalista VOX megduplázta képviselőinek számát a Képviselőházban, emellett megszerezte első közvetlenül választott szenátusi helyeit. A baloldali Más País újdonsült pártként két mandátumot szerzett, míg a baloldali és katalán nacionalista Népi Egység szintén megszerezte első képviselőházi mandátumait.